# Ziczacella lyrifora
Ziczacella lyrifora är en insektsart som först beskrevs av Dlabola 1968.  Ziczacella lyrifora ingår i släktet Ziczacella och familjen dvärgstritar.
Artens utbredningsområde är Mongoliet. Inga underarter finns listade i Catalogue of Life.